# Amalienborg-prisen
Amalienborg-prisen, som uddeles af Dronning Margrethes og Prins Henriks Fond (bryllupsfonden, stiftet i 1967), er indstiftet for at opmuntre fremragende danske humanister til fortsat at udgive bøger af almen interesse på dansk.
Beløbet tilfalder ikke forfatteren, men går til at få én af forfatterens bøger udgivet på et af hovedsprogene. Den første uddeling på 100.000 kr. fandt sted i 1972. Prisen kan ikke søges, men uddeles af fondet efter forudgående indhentelse af udtalelser fra særligt sagkyndige. Prisen uddeles med varierende mellemrum. Margrethe II er prisens leder. Prins Henrik er det eneste medlem af bestyrelsen.
Amalienborgmedaljen, som blev udført af Mogens Bøggild (1901 – 1987) i 1983, tilfalder prisvinderne.

## Liste over modtagere
- 2022 Jeanette Varberg
- 2015 Henning Knudsen: Fortællingen om Flora Danica, 100.000 kr. til en oversættelse til engelsk
- 2009 Minik Rosing (født 1957) og Dorthe Dahl-Jensen (100.000 hver til forskning).
- 2005 Jørgen Jensen (1936 – 2008): Danmarks oldtid. Bind 1-4 (350.000 kr. til oversættelse til engelsk) samt Amalienborg-Medaljen
- 2002 Erik Fischer (1920 – 2011), 2. gang (50.000 kr. til studierejse)
- 2001 Ole Feldbæk (født 1936): Slaget på Rheden (80.000 kr. samt Amalienborg-Medaljen), og Ejler Bille (1910 – 2004), kunstmaler (Amalienborg-Medaljen).
- 1998 Bo Lidegaard (født 1958): I kongens navn – Henrik Kauffmann i dansk diplomati 1919-1958 (220.000) og Hanne Reintoft (født 1934) (50.000 til uddannelse i udlandet) samt Amalienborg-Medaljen.
- 1993 Karsten Friis Johansen (1930 – 2010).
- 1989 Poul Vad (1927 – 2003).
- 1983 Erik Fischer (1920-2011), 1. gang.
- 1982 Finn Salomonsen (1909 – 1983), Christian Vibe (1913 – 1998) og Bent Jørgen Muus: Grønlands fauna. Henrik Stangerup (1937 – 1998): Vejen til Lagoa Santa.
- 1977 Villy Sørensen (1929 – 2001).
- 1974 K.E. Løgstrup (1905 – 1981).
- 1972 Christian Elling (1901 – 1974): Rom, arkitekturens liv fra Bernini til Thorvaldsen (1956, 2. udg. 1967). Takketale i Sproget, side 185-188.

## Eksterne links
- Amalienborgprisen hos litteraturpriser.dk
- Amalienborgprisen hos denstoredanske.dk